# HD 18928
HD 18928，又名BD+27 468，SAO 75709、HR 916，是一颗恒星，视星等为6.36，位于銀經155.26，銀緯-26.19，其B1900.0坐标为赤經2h 57m 31.7s，赤緯+27° -26.19′ 39″。